# Haha o kowazuya

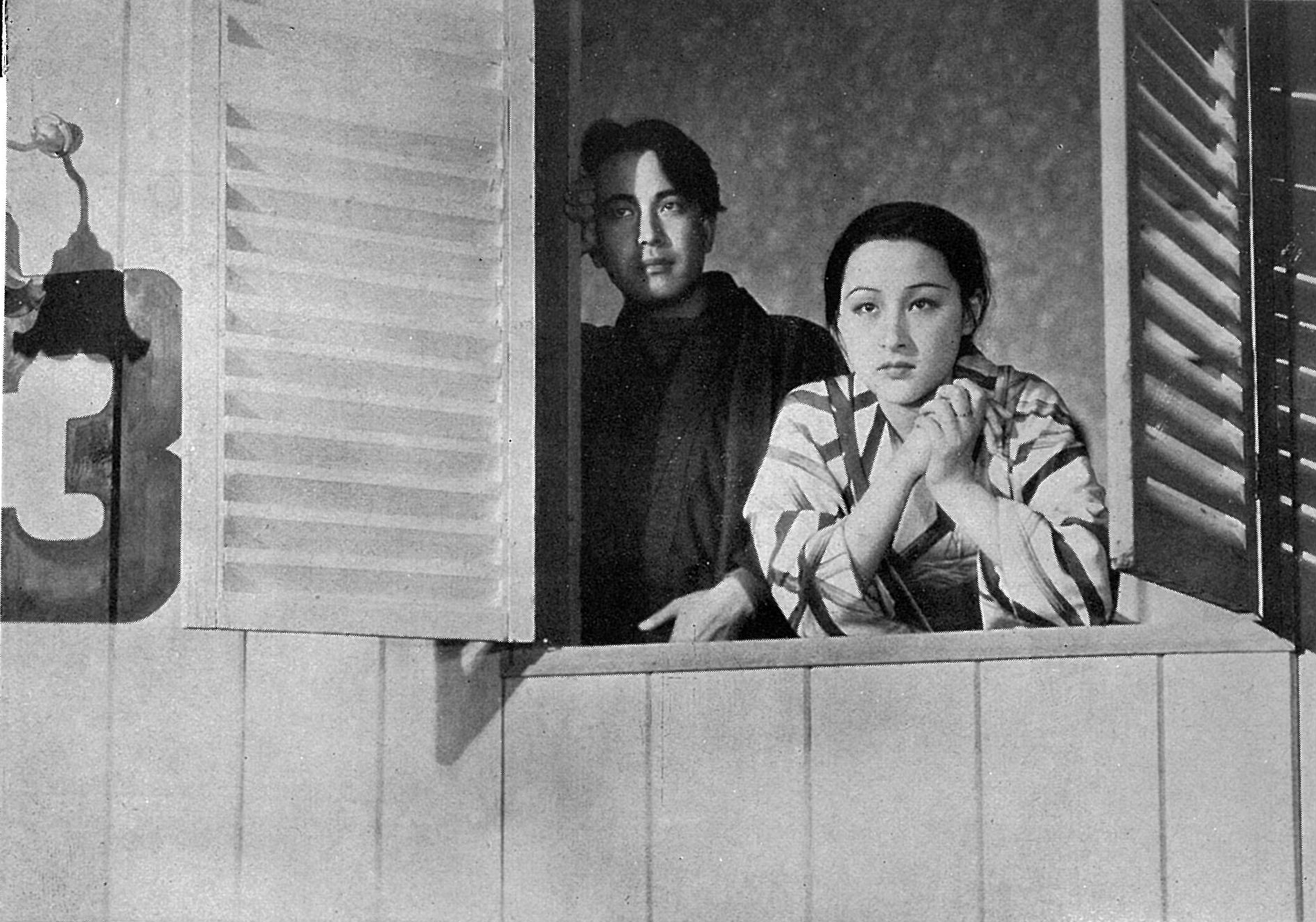
Escena de la pel·lícula

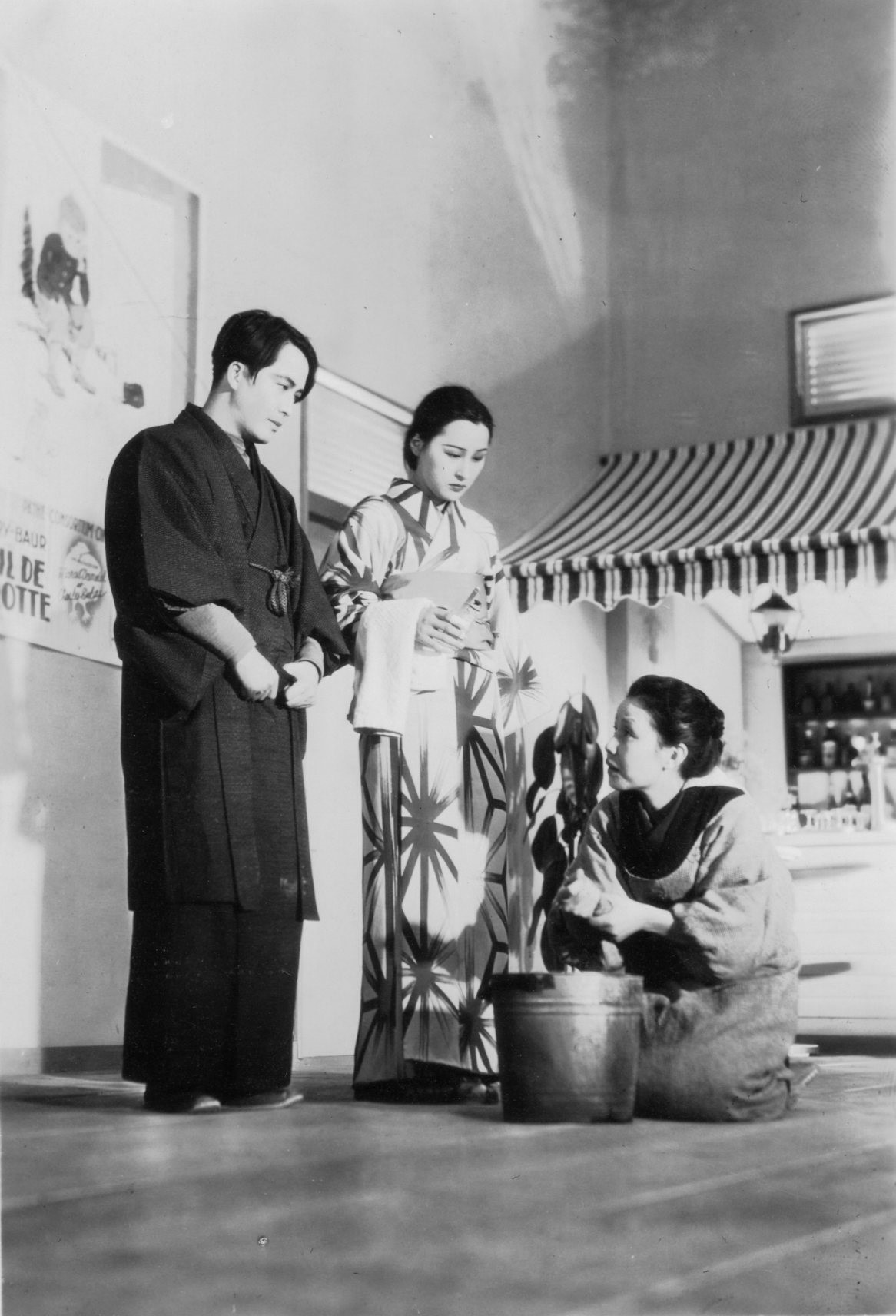
Escena de la pel·lícula

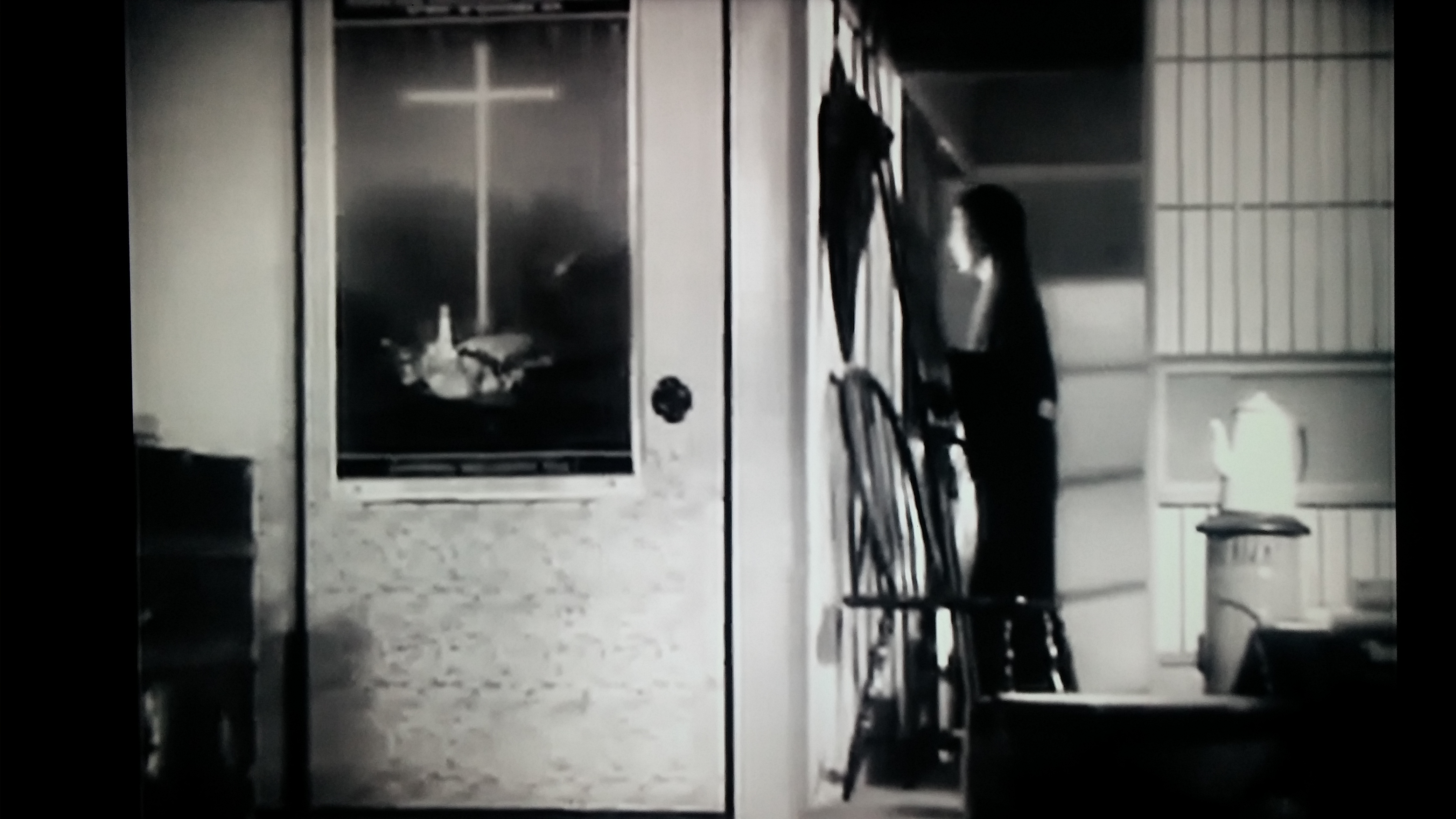
Escena de la pel·lícula

Haha o kowazuya (母を恋はずや, Estimeu la mare) és una pel·lícula muda de 1934 de Yasujirō Ozu produïda per Sochiku, el primer i l'últim rodet dels quals s'han perdut. Ozu havia volgut anomenar la pel·lícula Crepuscle de Tòquio, però els executius de l'estudi preferien un títol que fes referència a la maternitat, un tema popular al cinema japonès en el moment de l'estrena.

## Argument
En els minuts inicials del primer rotllo, perdut, la família Kajiwara al complet desdejuna i el pare promet portar-los a la platja. Posteriorment, estant a casa Chieko, la mare rep la trucada que li diu que el seu espòs ha mort, després els germans són avisats mentre estan a classe. Després de l'enterrament arriba el Dr. Ozakai, amic d'ell, i li demana a la seva mare que tracti Sadao, fill major, com si fos seu també. Es traslladen llavors als afores, a una llar més humil.
Passa el temps, Kousaku ja estudia secundària i el senyor Ozakai visita a la seva mare. En entrar a la universitat Sadao descobreix que ella no és la seva mare, sinó fill d'una esposa anterior del seu pare mort també morta, i es deprimeix i se sent decebut amb ella i el Dr.Ozakai, qui el convenç que abandoni aquesta actitud. Sadao es disculpa pel seu comportament i demana disculpes. Es reconcilien, visiten Kosaku i allí fan broma amb la seva mare usant les pipes i els barrets del seu pare.
Temps després, una dona arriba amb un regal del seu marit, el Dr. Ozakai, que ha mort també. És un rem amb una inscripció. Sadao se'n va d'excursió a navegar i els seus companys de l'equip de vela li diuen que el seu un company no pot estar-hi; Sadao descobreix llavors que aquest company (interpretat per un jove Chishū Ryū) està amb una noia de mala fama que treballa en un bar. Es barallen i se l'emporta de la “pensió” on estava amb la noia.
Sadao acudeix a la seva mare i li demana diners per pagar el compte del bar-pensió del seu amic. Com són diners necessaris Sadao li ho retorna a la seva mare, renunciant així a anar-hi ell perquè el seu germà vagi d'excursió. Hi ha una certa confusió, la mare descobreix que els diners són per a Kosaku i finalment se'n va de viatge a la muntanya.
Chieko, sola a casa, repara l'antic rellotge del pare. Quan està arreglant la roba vella arriba Sadao i li retreu que el tracti millor a ell. Ella es disculpa però ell s'enfada. Li diu que li repugna el seu comportament.
Sadao se'n va al bar a pagar el compte del seu germà, allí es lliura al sake i a la melancolia. Una altra noia de la casa l'acusa de ser mal fill per pegar a les dones i torna a casa. Quan el seu germà arriba a la llar del seu viatge, es troba a la mare plorant i li retreu a Sadao que la faci plorar, li pega i ella els separa, però surten per continuar discutint. Allí Sadao li diu que odia la seva mare i el seu germà li pega diverses vegades, però ell no es defensa i s'allunya renegant de Kosaku i de la seva mare.
Kosaku torna a casa i li ho explica a la Chieko. Ella li confessa a Kosaku la veritat i que va deixar d'estudiar perquè no s'assabentés. Ella pensa que Sadao simula el seu empipament com a excusa per a anar-se'n.
La mare el visita a la platja on està el bar per tornar a implorar-li que abandoni la seva actitud i demanar-li que torni a casa. Sadao es nega a tornar i reconciliar-se. Chieko es retira desolada i ell la veu per la finestra. La seva núvia li diu que s'alegra que l'hagi fet fora; llavors entra la netejadora, que li recorda a la seva abnegada mare. Xerra amb ella, que li diu que té aquest treball perquè el seu fill no es porta bé amb ella, i això fa reflexionar Sadao.

## Repartiment
- Yukichi Iwata com a Kajiwara (falta l'actuació dels rodets supervivents)
- Mitsuko Yoshikawa com a segona esposa de Kajiwara
- Den Obinata com a Sadao, fill de Kajiwara per la seva primera dona
- Seiichi Kato com el jove Sadao
- Kōji Mitsui com a Kosaku, el fill de Kajiwara per la seva segona esposa (acreditat com a Hideo Mitsui)
- Akio Nomura com el jove Kasaku
- Shinyo Nara com a Okazaki
- Kyoko Mitsukawa com a Kazuko
- Chishū Ryū com a Hattori
- Yumeko Aizome com a Mitsuko, una prostituta
- Junko Mastui com a Ranko
- Choko Iida com a minyona

## Comentari

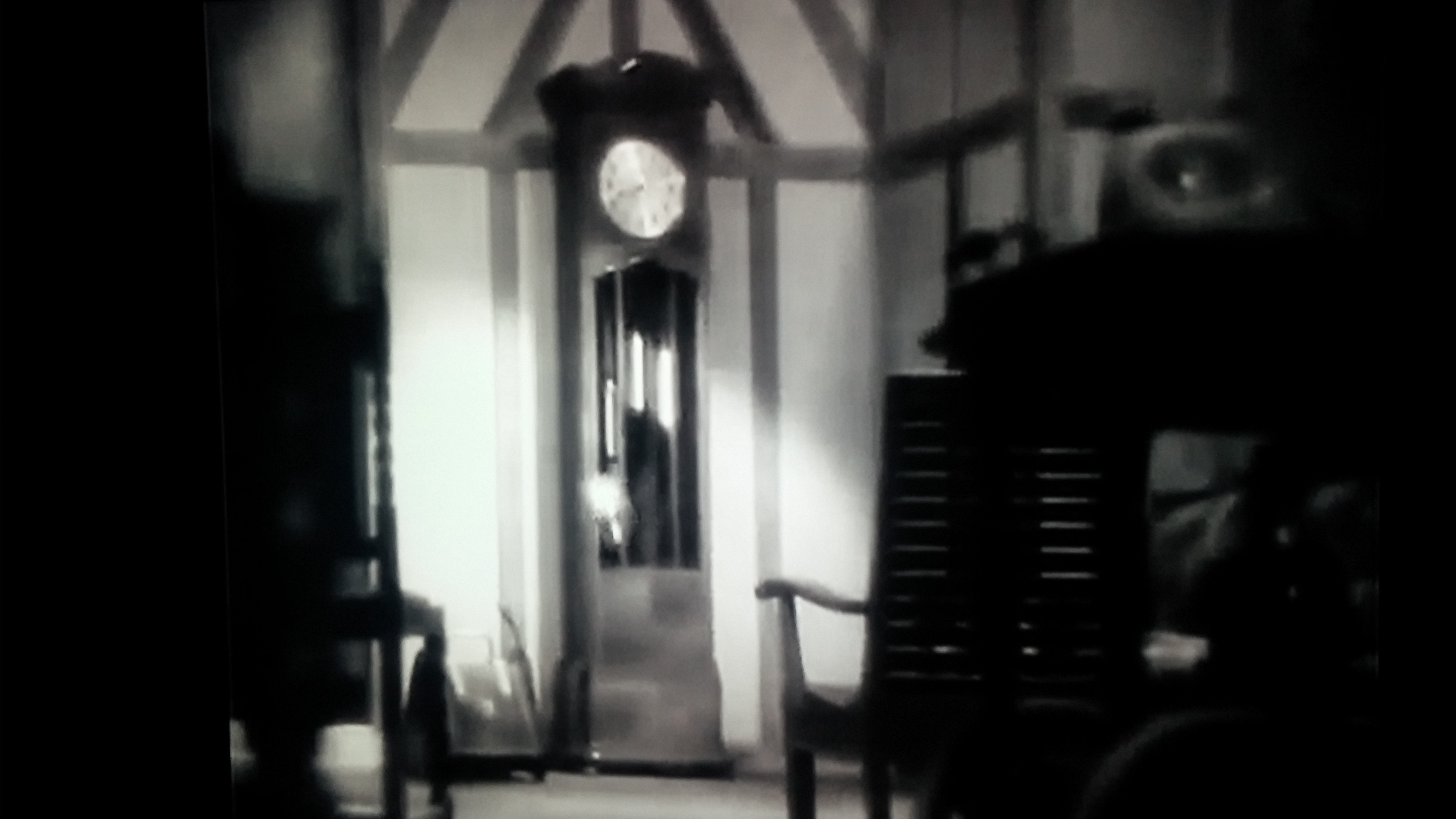
"Pla coixí" de l'interior

És un drama que barreja dos dels temes més de moda al cinema japonès del moment: les mares i els estudiants. No en va aquests dos col·lectius formaven el gruix de la taquilla llavors. Malauradament la còpia de la que disposem avui està mutilada per faltar-li el primer i últim rotllo, encara que es conserva el guió i, per tant, l'argument al complet. És una pel·lícula que, en l'aspecte visual, ja ens deixa reconèixer l'estil únic i característic de Yasujirō Ozu: gairebé tots els plans estan rodats amb angle baix de càmera, hi ha una elaborada composició dels plans d'interior, usant objectes quotidians com a marcadors visuals per a crear profunditat de camp, per exemple. També apareixen els famosos pla-coixí o pillow shots, encara que breument i amb clara funció metafòrica. Tanmateix hi ha alguns breus moviments de càmera (travellings) i, una cosa anòmala en la filmografia de Ozu, grans el·lipsis temporals, d'anys de durada, que a penes tornarem trobar en pel·lícules posteriors.
Narrativament és una història lineal i plena de drama, la qual cosa tampoc es correspon amb la forma habitual de contar les històries de l'Ozu madur dels films sonors.
Com a curiositat, podem veure al bordell al qual acudeix Sadao un cartell la pel·lícula El Quixot (1933) de Georg Wilhelm Pabst. Un altre fet curiós, encara que aquest luctuós, és que el pare d'Ozu va morir durant el rodatge, que d'altra banda sembla que va ser bastant accidentat, cosa no habitual en la filmografia d'Ozu.

## Mitjans domèstics
El 2011, el BFI va llançar un DVD de la regió 2 de la pel·lícula com a característica addicional a la seva edició de doble format (Blu-ray + DVD) d' Akibiyori.